# Prisión de Nara

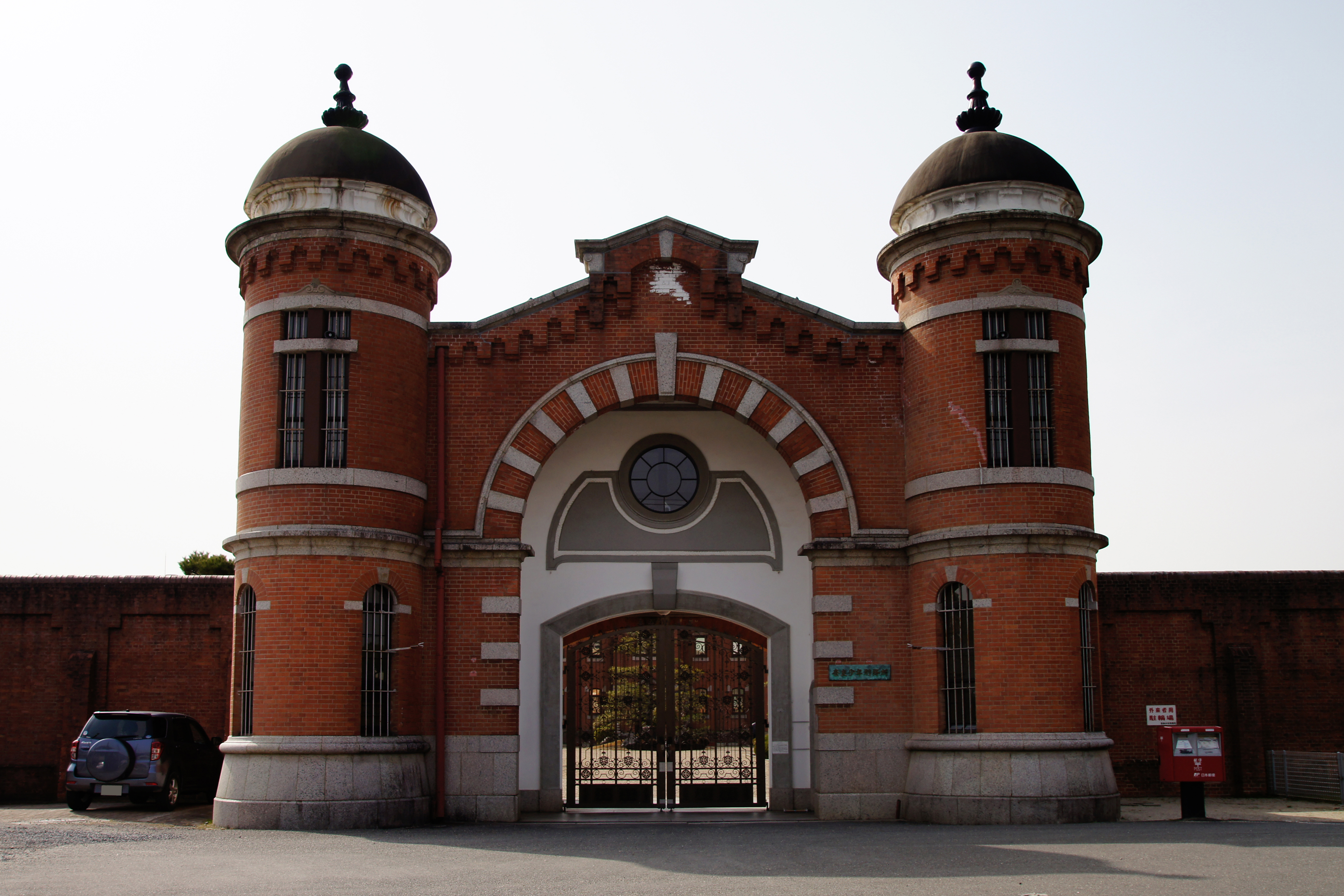
Prisión Juvenil de Nara

La prisión de Nara es un complejo situado en la ciudad de Nara, en el oeste de la isla de Honshu, la mayor y principal del archipiélago japonés. Comenzó a construirse en el año 1901 y las obras finalizaron siete años después. Oficialmente en 1909 las instalaciones empezaron a funcionar. Su estructura es de ladrillo rojo y de estilo románico. La prisión de Nara es la única prisión intacta de las cinco que se construyeron durante el Gobierno Meiji (1868-1912) que tenían como objetivo modernizar las instalaciones penitenciarias del país tras su reapertura internacional.
Es la más antigua de Japón y fue declarada bien de interés cultural.
Las instalaciones, que cuentan con una superficie de unos 106.000 metros cuadrados, fueron ampliadas en años posteriores hasta su estado actual y en 1946 comenzó a usarse como prisión juvenil, una función que mantuvo hasta su cierre en 2017, cuando las autoridades comenzaron a buscar operadores para reinventar el complejo.

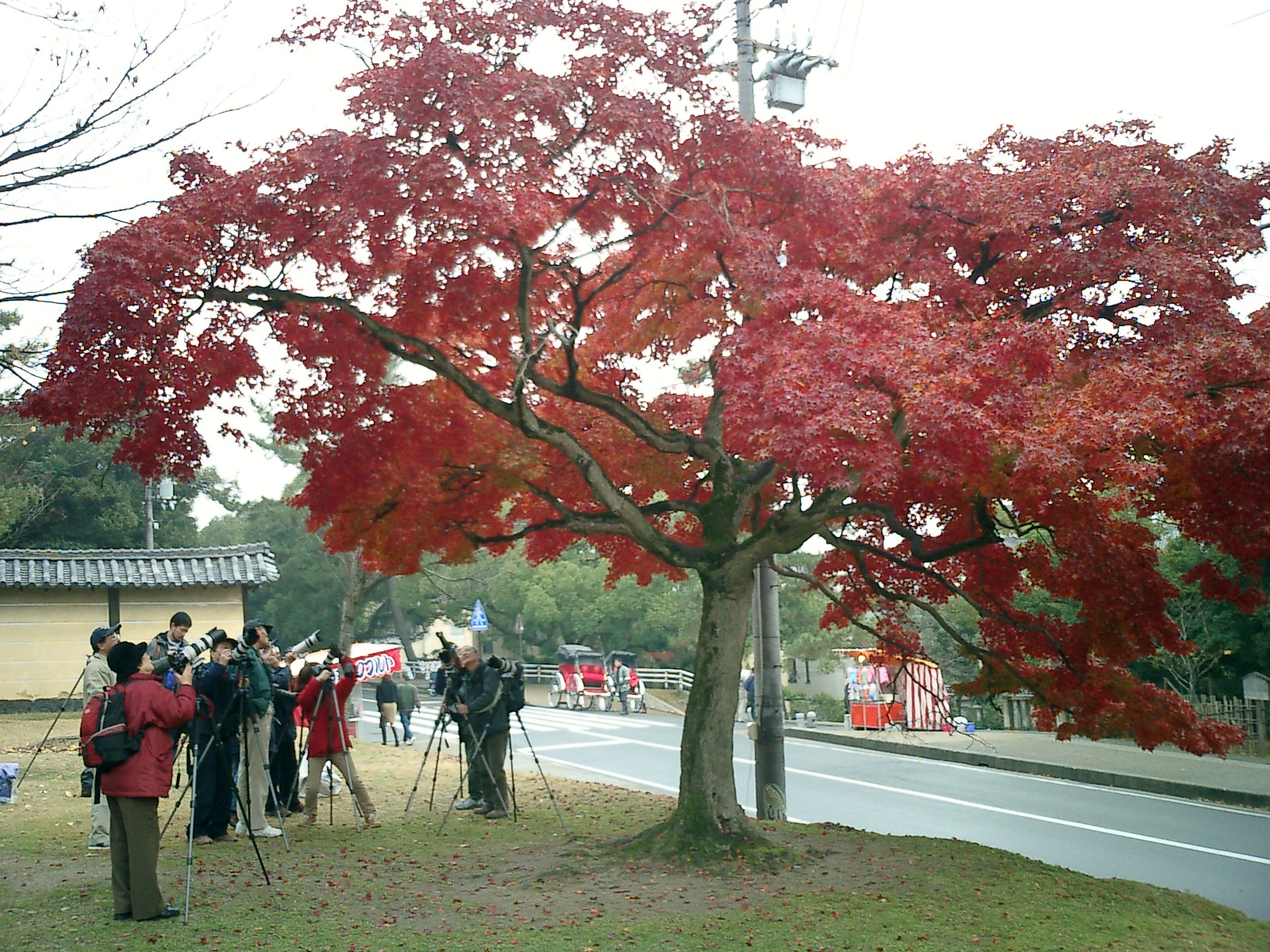
271.997x271.997px

## Nara
Nara (奈良市 Nara-shi?) es la capital de la prefectura de Nara en la región de Kansai una de las más tradicionales de Japón, en el sur de Honshū, la isla principal de Japón. Fue capital del país en el Japón medieval.

## Proyecto
En enero de 2019, se les asignó el proyecto a Hoshino Resorts, la cadena hotelera que llevará a cabo la obra de este complejo. El modelo elegido será un hotel de lujo que permitirá recuperar los gastos de estas reformas y además generar muchas nuevas ganancias. Se hará lo posible para poder mantener sus características más especiales por tratarse de un edificio representativo y preciado. Dispondrá de unas pocas decenas de habitaciones y con lo que respecta a las áreas de almacenamiento y cuartos usados por los guardias, se convertirán en salas comunes. El Ministerio japonés de Justicia estima que el proyecto original de renovación tendrá un coste que superara los 15.000 millones de yenes (120 millones de euros).

## Turismo

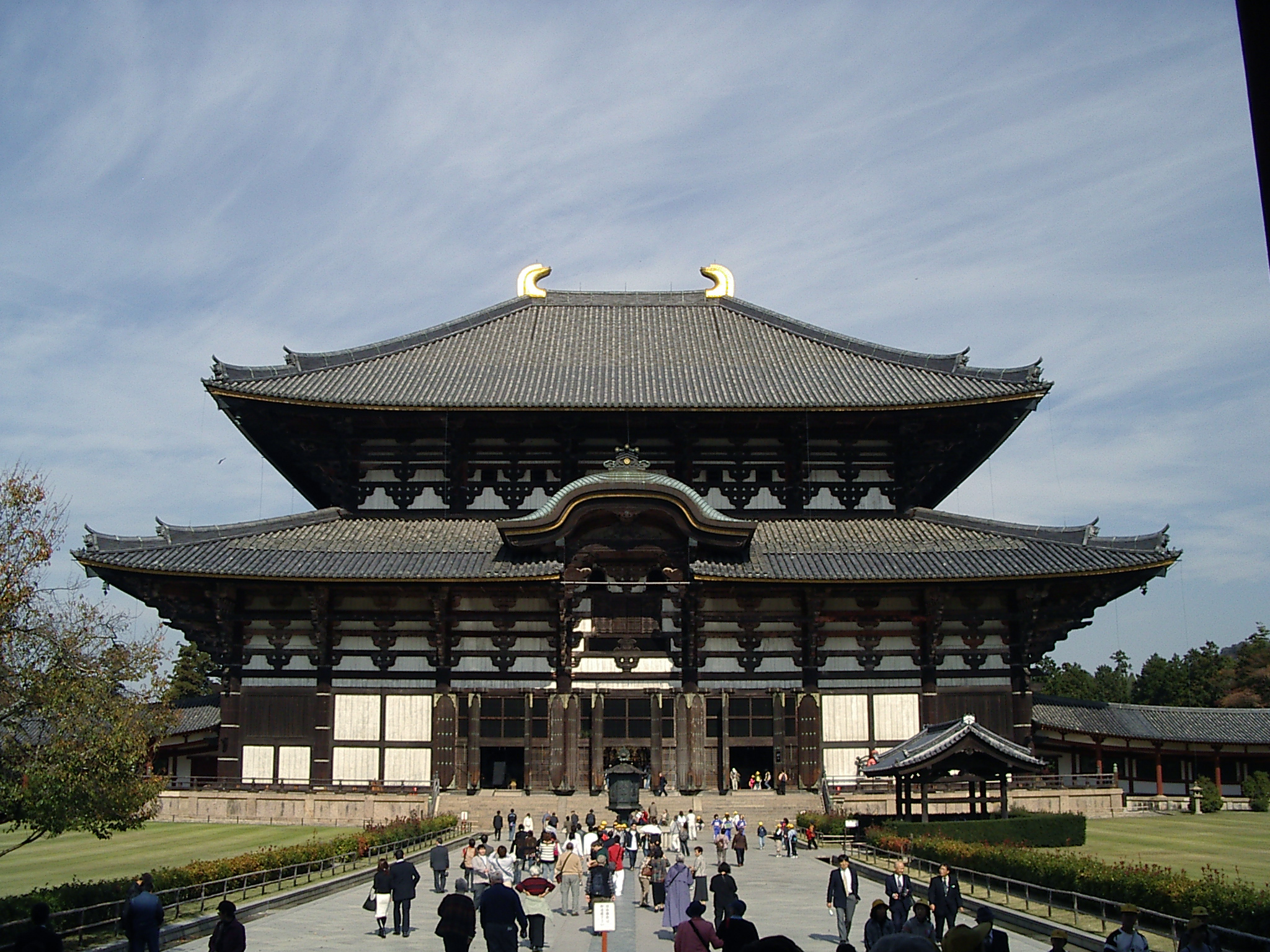
266.997x266.997px

En 2017 el número de visitantes que llegaron a la ciudad logró aumentar un 4,96 % interanual hasta superar los 16,3 millones de personas, de las que únicamente 1,8 millones se quedaron para alojarse en ella, según cifras facilitadas por la sección cultural del Ayuntamiento de Nara.
Japón busca desprender a la ciudad de Nara de su imagen de destino turístico express. La prisión más antigua de Nipón en Nara reabrirá sus puertas en el 2021 pero como hotel de lujo con el objetivo de atraer y aumentar el número de visitantes extranjeros que llegan al país hasta alcanzar los 40 millones en el año 2020, promocionando las verdaderas atracciones y bellezas turísticas de Nara que hasta el momento, tan solo es conocida por los siervos de los parques, el gran Buda de bronce en el Templo Todaiji o el santuario Kasuga Taisha.

## Prisiones japonesas
La criminalidad en Japón disminuyó, pasando de 70.000 reclusos en el 2005 a 63.358 en el 2015. Sus tasas de ocupación y encarcelamiento son unas de las más bajas del mundo. Aunque en proporción, la cantidad de reclusos mayores es una de las más elevadas en el mundo: casi uno de cada cinco reclusos tiene más de 60 años.

### Pena de muerte
En Japón ha habido casi siempre pena de muerte, aunque por influencias budistas en el periodo Nara y, sobre todo, en el periodo Heian, durante 300 años no hubo ningún tipo de pena de muerte.  El Japón moderno contempla que ciertos crímenes, como el asesinato con agravantes y la traición pueden ser susceptibles de conllevar la penal capital.
El sistema japonés marca que la ejecución se tiene que llevar a cabo en el plazo de seis meses tras haber sido denegada la última apelación del condenado, y tiene que venir firmada por el ministro de justicia. Pero el tiempo que el condenado pasa recurriendo no cuenta, con lo que en la práctica, el tiempo que un condenado a muerte en Japón permanece en el corredor de la muerte es entre cinco y siete años. Y ha llegado a haber casos extremos como el de Hirasawa Sadamichi, que murió a los 95 años en prisión, y de muerte natural, tras estar esperando 32 años su ejecución. En el caso de Shoko Asahara, aunque mucha gente dice que se ha tardado 23 años, la realidad es que fue declarado culpable de los ataques y condenado a muerte en 2004. En cualquier caso, 14 años de espera hasta que la sentencia ha sido llevada a cabo, sobre todo por las sucesivas apelaciones de sus abogados, siendo la última de ellas en 2016.